# トガヒゴタイ
トガヒゴタイ（戸賀平江帯、学名：Saussurea muramatsui）は、キク科トウヒレン属の多年草。

## 特徴
茎は直立または斜上し、高さは50-120cmになる。茎に明瞭な翼があり、褐色の軟毛が密生して黒褐色の縮れた毛が混生し、上部は1-5回分枝する。花時に根出葉は存在することがある。根出葉と茎の下部につく葉の質は厚く、ときに鈍い光沢があり、葉身は卵形から広卵形、長さ15-26cm、幅11-23cm、先は尾状鋭尖頭、基部は心形になる。葉柄は長さ13-26cmになり、上半分にはっきりとした翼がある。
花期は9-10月。頭状花序は散房状に5個から多数個が密集してつき、頭花の径は1.5-2.5cm、花柄は長さ10-20mmになり、褐色の軟毛が密生する。総苞は緑色で、長さ15-17mm、径9-14mmになる鐘形で、くも毛があり軟毛が生える。総苞片は7-8列あり、総苞片の中部以上が灰紫褐色、総苞外片は狭卵形になり長さ6-10mmかそれ以上になり、総苞中片とともに下半分は圧着し、上半分は尾状に伸びて長く開出し、斜上し、ときにゆるやかに半曲する。頭花は筒状花のみからなり、花冠の長さは11-12mm、色は淡紅色から白色になる。果実は長さ4mmになる痩果で、紫褐色。冠毛は2輪生で、落ちやすい外輪は長さ2-4mm、花後にも残る内輪は長さ9-11mmになる。

## 分布と生育環境
日本固有種。本州（東北地方の青森県・秋田県・岩手県西部・山形県の日本海側に偏った区域）に分布し、低山から山地帯の夏緑林の林縁や林間の草地に生育する。

## 名前の由来
和名トガヒゴタイは、「戸賀平江帯」の意で、基準産地が秋田県男鹿市の戸賀であるためいう。
種小名（種形容語）muramatsui は、タイプ標本を採集した村松七郎 (1899 – 1985) への献名である。

## 分類
本種は、1933年に北村四郎によって、Acta Phytotaxonomica et Geobotanica (APG) 誌、 Vol.2に Saussurea muramatsui Kitam. として新種記載されたものであるが、1950年に同じ北村によって、Iconographia Plantarum Asiae Orientalis 誌、Vol.5にオオダイトウヒレン – S. nipponica Miq. subsp. nipponicaの亜種 - S. nipponica Miq. subsp. muramatsui (Kitam.) Kitam.として発表された。これは、本種やセンダイトウヒレンなどは、オオダイトウヒレンを基本種とする極めて多型的なものであるとして、単一の種としてまとめたものである。しかし、その後の研究の結果、広義のオオダイトウヒレンは複数の種からなるとみなす方が妥当であるとして、2017年刊行の『改訂新版 日本の野生植物 5』（平凡社）では、門田裕一によって、独立種として扱われた。2011年刊行の『日本の固有植物』でも独立種とされている。YListでも S. muramatsui Kitam. を標準名としている。

## ギャラリー

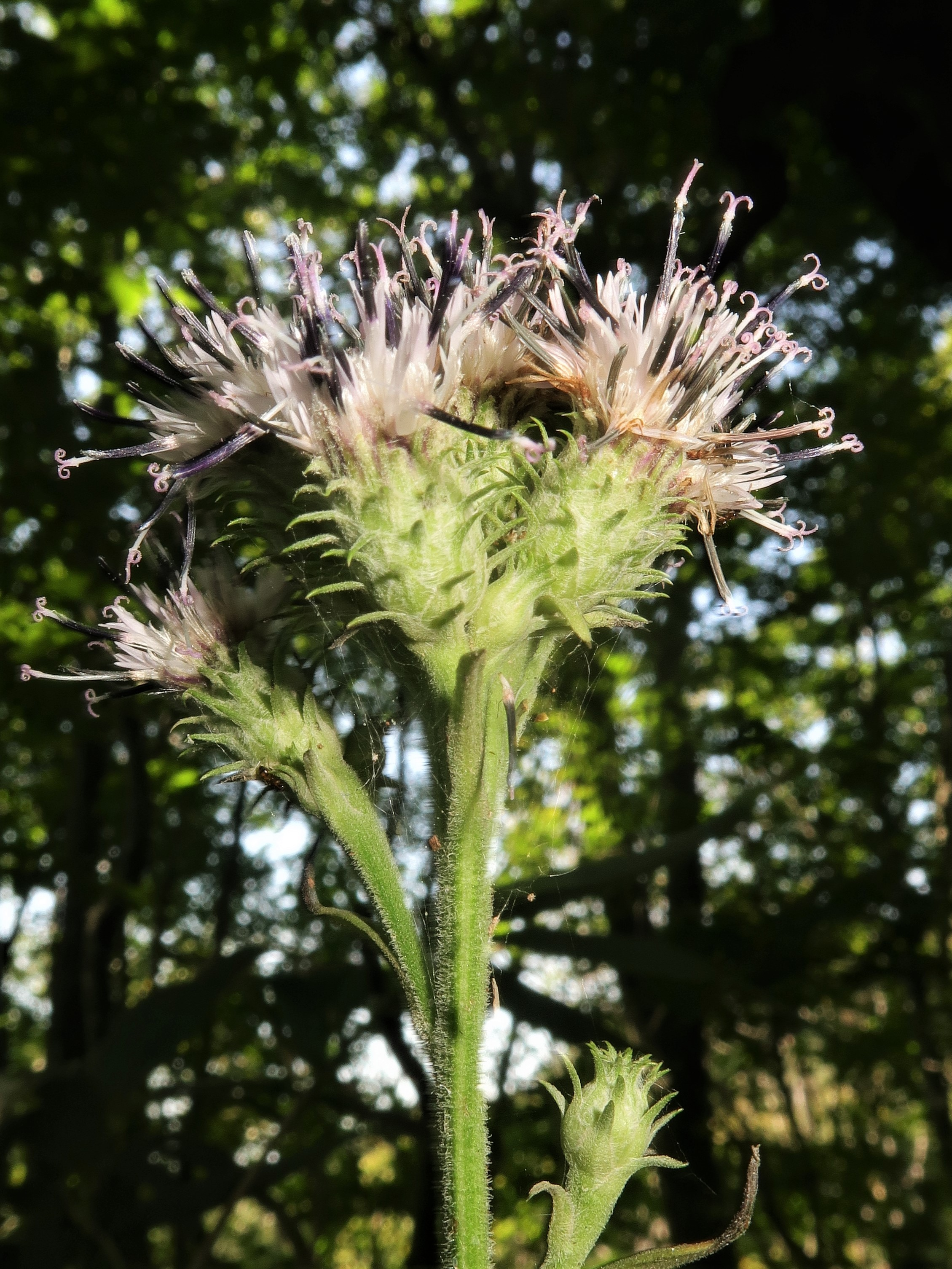
総苞片の中部以上が灰紫褐色になり、総苞は鐘形でくも毛があり軟毛が生える。
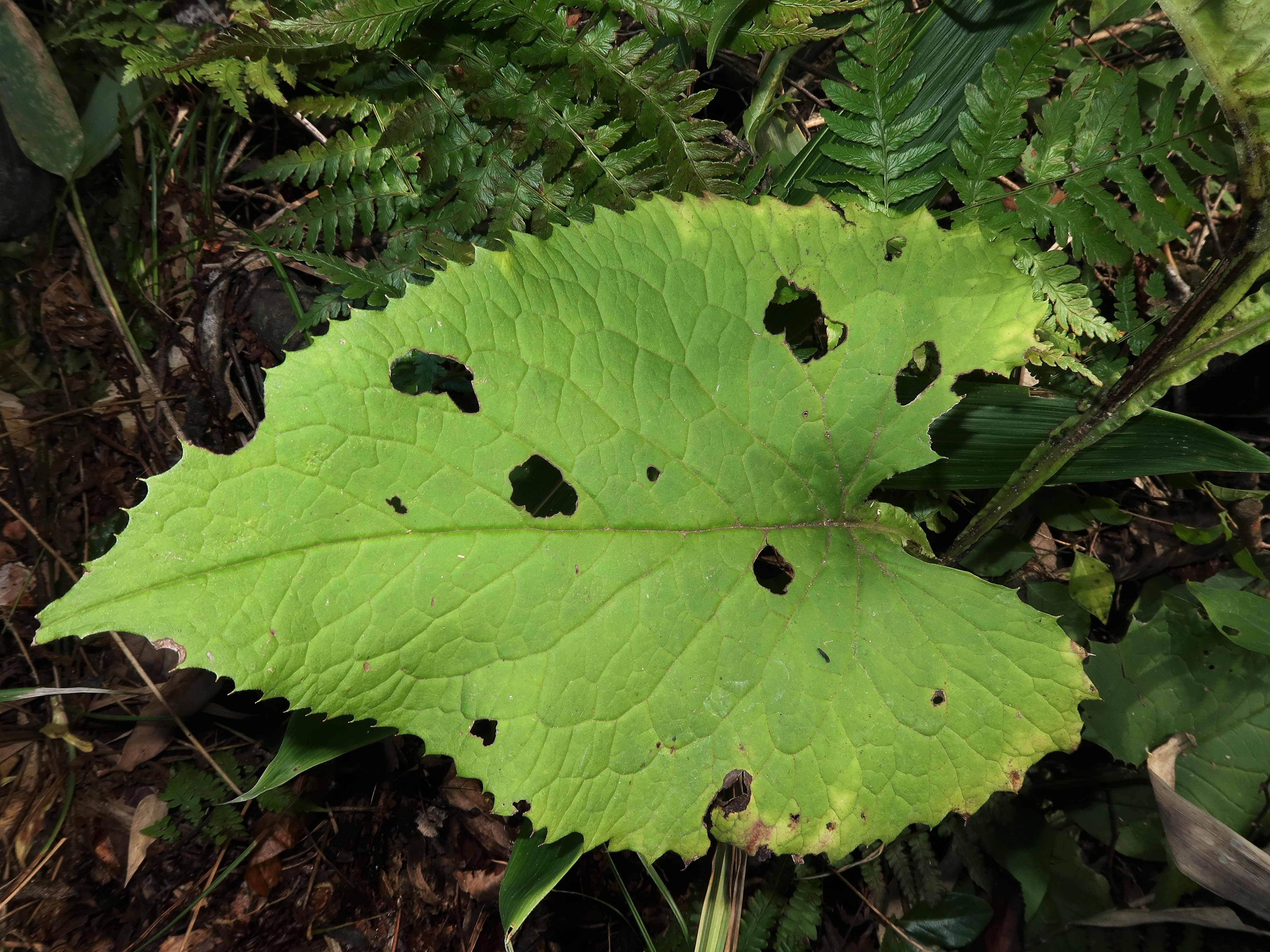
葉。茎に明瞭な翼がある。